# Wouter IV Berthout
Wouter IV Berthout (? - Damietta, 20 oktober 1219 (?)/kort na 27 januari 1220) was een leenman van de hertog van Brabant en prins-bisschop van Luik, die leefde tussen het einde van de 12e en het begin van de 13e eeuw. Hoewel hij de vierde Berthout was om deze naam te voeren, noemen sommige historici hem Wouter I, omdat hij de eerste van deze familie was om een belangrijke politieke rol spelen in de heerlijkheid Mechelen, waar hij de functie van voogd (advocatus) van de bisschoppen van Luik uitoefende.

## Biografie
Wouter was de zoon van Wouter III Berthout en Guda van Bretagne. We kennen zijn geboortedatum niet. Bij de dood van zijn vader, omstreeks het jaar 1202, erfde hij verschillende gebieden, voornamelijk in de streek van Mechelen en in het land van Arkel. Zijn vader bekleedde reeds in Mechelen de functie van voogd (advocatus) van het Sint-Romboutskapittel. Wouter IV Berthout was broer van Hendrik I Berthout.
Bij het overlijden van Albert II van Dabo-Moha in 1212 brak er oorlog uit tussen de neef van deze laatste, hertog Hendrik I van Brabant, en Hugo van Pierrepont, de prins-bisschop van Luik, aan wie Albert zijn allodia, het graafschap Moha en Waleffes, had nagelaten. Wouter koos de partij van de hertog van Brabant tegen de prelaat, en voegde zich met zijn vazallen bij de rangen van het hertogelijke leger. Na een eerste Brabantse overwinning, die leidde tot de plundering van Luik in 1212, de troepen van de hertog werden echter op 13 oktober 1213 verslagen in de bloederige slag van Steps.
De inwoners van Mechelen, waarschijnlijk aangemoedigd door Wouter die zijn macht in de heerlijkheid wou verstevigen, maakten van deze onrust gebruik om zich te verzetten tegen hun heer, de bisschop van Luik, door te weigeren de hem verschuldigde belastingen te betalen. Volledig in beslag genomen door zijn oorlog tegen de hertog, had de bisschop niet de middelen om zijn rechten met geweld af te dwingen en nam daarom zijn toevlucht tot onderhandelingen met Wouter Berthout.
In een oorkonde uit 1213 erkende Wouter Berthout vervolgens de soevereiniteit van de bisschoppen van Luik over de heerlijkheid Mechelen. In ruil hiervoor werden hem gebieden, grote voorrechten en een zeer uitgebreide autoriteit toegekend. Wouter erkende zichzelf hiermee als een vazal van de prins-bisschop van Luik en beloofde diens belangen te verdedigen in Mechelen. Aldus, zelfs als hij niet officieel de titel van advocatus droeg, oefende hij de facto de functies van deze vanaf deze datum uit.
Wouter maakte verschillende reizen naar het Heilige Land om tegen de ongelovigen te vechten. Zijn vrouw, Sofie, die hem vergezelde naar Syrië, stierf er in 1209 en werd begraven in Akko.
Men vermeldt dat Wouter Berthout in 1216 naar Aragon trok om er aan de kant van koning Jacobus I te vechten tegen de Saracenen en dat deze uit dankbaarheid hem het recht zou hebben verleend om drie van de negen palen van zijn schild over te nemen. Dit zou de oorsprong van het wapen van de familie Berthout van Mechelen verklaren: in goud drie palen van keel. Deze uitleg wordt echter door sommige historici in twijfel getrokken.
Terug in Mechelen duurde het niet lang of Wouter was weldra weer op weg naar Jeruzalem als Kruisvaarder in de Vijfde Kruistocht en stierf onder de muren van Damietta (Egypte). Enkele historici zijn van mening dat hij stierf op 20 oktober 1219, maar anderen dateren zijn overlijden kort na 27 januari 1220, op basis van een akte die in dat jaar werd ondertekend Wouter Berthout, zijn zonen Gillis en Arnold en zijn broer Hendrik, die hem hadden vergezeld naar Damietta.
Zijn gebalsemde lichaam werd gerepatrieerd en begraven in Sint-Romboutskathedraal te Mechelen.

## Huwelijk en nakomelingen
Wouter was getrouwd met Sofie van Loon of van Holland (mogelijk een dochter van Floris III van Holland). Verschillende bronnen vermelden dat zij drie kinderen hadden: 
- Wouter V Berthout (†1243), die zijn vader opvolgde als advocatus van Mechelen ;
- Hendrik (overleden na 1235), de heer van Duffel ;
- Gillis (overleden na 1223), bijgenaamd "met de Baard", werd een ridder van de Duitse Orde op zijn terugkeer van de Vijfde Kruistocht en wiens zoons Gillis en Lodewijk heren van Berlaar waren.[20]

Een andere bron vermeldt een vierde zoon, Arnold (mogelijk Arnold van Rotselaar), waarvan niets bekend is, behalve dat hij zijn vader naar Damietta vergezelde tijdens de Vijfde Kruistocht.